# 發運司
發運使，官名，唐代始置。
唐代先天二年（713年），以河东巡察黜陟使李杰為陕州水陆发运使，掌控漕运。开元二年（714年） ，又以李杰为河南水陆发运使，為了改善洛阳至长安之间的运输。
北宋初年於京畿东西水陆发运使，“其所领六路七十六州之广，凡赋敛之多少，山川之远近，舟楫之往来，均节转徙，视江湖数千里之外，如运诸其掌。”，日後又於江、淮、两浙等路設发运使，專管茶、盐之事，又置茶盐兼都大发运使。淳化四年（993），發運使从兼领，变为固定官署。发运司屡罢复置，“发运一司，其制始于淳化而备于皇祐之后。”至道三年五月，罢江淮发运使，“务从简易也”；景祐元年十月诏罢江淮发运使，“其公事令淮南转运司兼领”。宝元元年八月又置淮南江浙荆湖制置发运使。南宋初年，发运使只管购粮之事，乾道六年（1170年）废除發運使。